# اچ‌ام‌اس تریتون (ان۱۵)
اچ‌ام‌اس تریتون (ان۱۵) (به انگلیسی: HMS Triton (N15)) یک زیردریایی بود که طول آن ۲۷۵ فوت (۸۴ متر) بود. این زیردریایی در سال ۱۹۳۷ ساخته شد.